# 올림피아 FC
올림피아 푸치보우 클루비(Olímpia Futebol Clube)는 브라질의 축구단으로 상파울루주의 올림피아를 연고로 한다.

## 우승 기록
- 캄페오나투 파울리스타 세리에 A2
  - 1990

- 캄페오나투 파울리스타 세리에 A3
  - 2000, 2007

## 역대 감독
| 감독                      | 임기 |
| ------------------------- | ---- |
| 후비우 알렝카르 다 시우바 | 2011 |
| 줄리우 세르지우           | 2017 |